# 길버트 블라이스
길버트 블라이스(영어: Gilbert Blythe)는 루시 모드 몽고메리의 소설 시리즈 《빨간 머리 앤》의 등장인물이다. 주인공 앤 셜리가 에이번리 학교에서 만난 검은머리 남자아이로, 앤이 자기에게 관심을 주지 않자 그녀를 괴롭히곤 했다. 앤의 땋은머리를 잡아당기며 홍당무라고 놀리는 장면이 유명하다. 첫 작품 이후 길버트는 성장하여 앤에게 구애하고, 둘은 결혼하게 된다.

## 담당 배우

### TV 드라마
- 빨간 머리 앤(2017) - 루커스 제이드 주먼

### 영화
- 빨간 머리 앤(1934) - 톰 브라운
- 빨간 머리 앤(1985) - 조너선 크롬비
  - 빨간 머리 앤 2(1987) - 조너선 크롬비
  - 빨간 머리 앤 3(2000) - 조너선 크롬비

## 담당 성우

### TV 애니메이션
- 빨강머리 앤(1979) - 이노우에 카즈히코